# Eburia rufobrunnea
Eburia rufobrunnea es una especie de escarabajo longicornio del género Eburia, tribu Eburiini, familia Cerambycidae. Fue descrita científicamente por Perroud en 1855.
Se distribuye por Ecuador, Guatemala y Perú.

## Descripción
La especie mide 13-20 milímetros de longitud. El período de vuelo ocurre en los meses de febrero y marzo.